# Galapian d'Apt
Pour les articles homonymes, voir Galapian (homonymie).
Le galapian d'Apt est un gâteau dont la recette, qui date de 1994, a été concoctée par Alain Bouchard, maître-pâtissier à Apt, lors d'un concours organisé par la Confrérie du fruit confit d'Apt. 

## Ingrédients
Il est réalisé à partir de farine meunière du pays d'Apt (blé rare de la variété meunier d'Apt), de poudre d'amandes, d'œufs, de sucre, de miel de lavande et de fruits confits.

## Accompagnement
À la dégustation, il se marie parfaitement avec un verre de vin cuit ou de muscat de Beaumes-de-Venise.

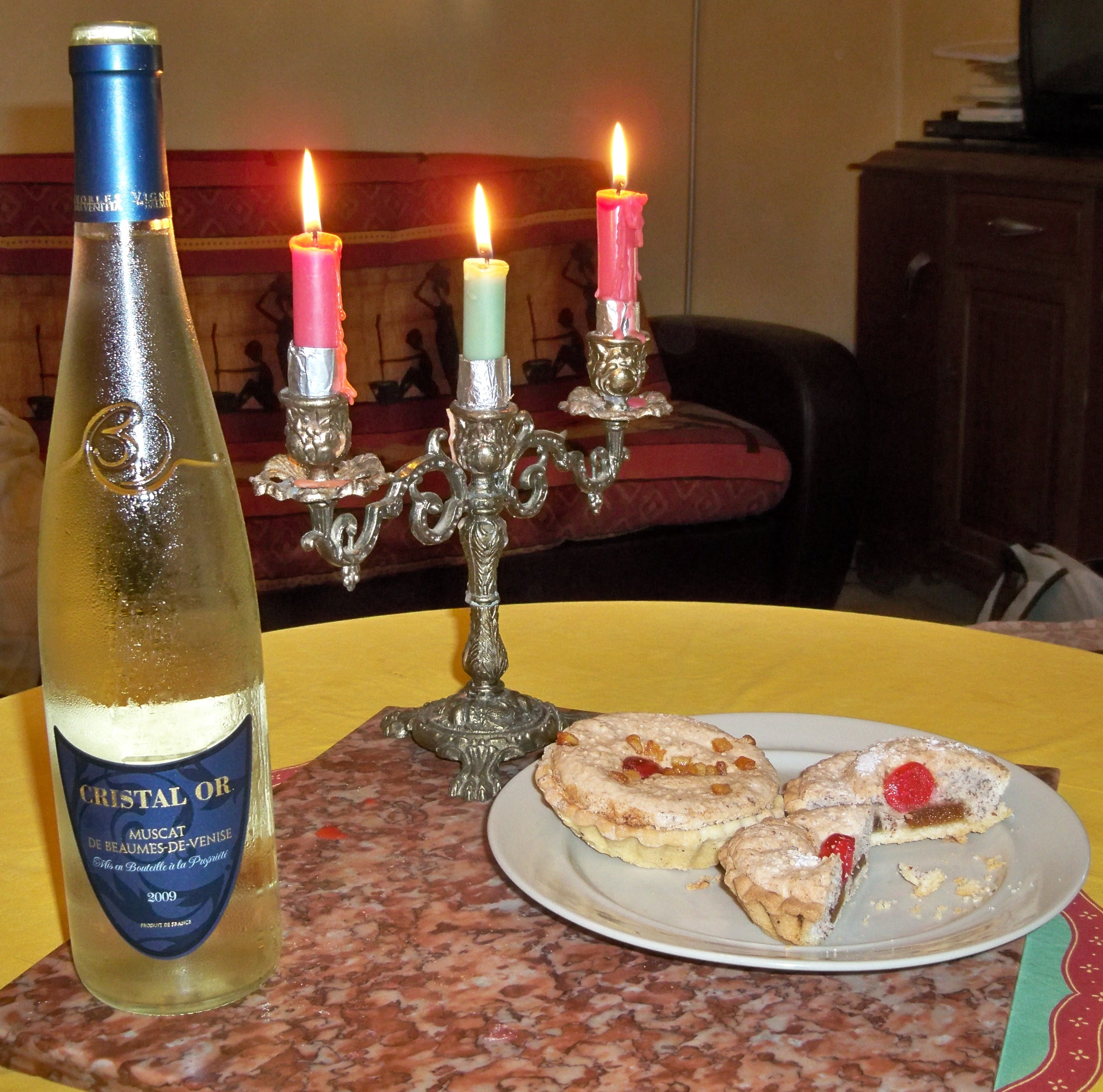
Galapian et muscat de Beaumes-de-Venise